# Hans Günter Winkler
Hans Günter Winkler (Barmen, 1926. július 24. – Warendorf, 2018. július 9.) ötszörös olimpiai bajnok német lovas, díjugrató.

## Pályafutása
Az 1956-os olimpián Stockholmban díjugratásban egyéniben és csapatversenyben is olimpiai bajnok lett. Ezt követően még három olimpián nyert csapatban aranyérmet (1960, Róma, 1964, Tokió, 1972, München). Az 1968-as mexikóvárosi olimpián bronz-, 1976-os montréali olimpián ezüstérmes lett csapatban. Világbajnokságokon két aranyérmet, Európa-bajnokságokon egy-egy arany, ezüst- és három bronzérmet nyert díjugratás egyéniben.

## Sikerei, díjai
- Olimpiai játékok – díjugratás
  - aranyérmes (5): 1956, Szöul (egyéni és csapat), 1960, Róma, 1964, Tokió, 1972, München (mind csapat)
  - ezüstérmes: 1976, Montréal (csapat)
  - bronzérmes: 1968, Mexikóváros (csapat)
- Világbajnokság – díjugratás, egyéni
  - aranyérmes: 1954, 1955
- Európa-bajnokság
  - aranyérmes: 1957
  - ezüstérmes: 1962
  - bronzérmes: 1958, 1961, 1969